# Коминтерн (тягач)
«Коминте́рн» — советский средний артиллерийский тягач.

## История
Создан в 1931 году по заданию Главного артиллерийского управления РККА инженерами Харьковского паровозостроительного завода под руководством Б. Н. Воронкова (ведущие конструкторы Д. М. Иванов и Д. Ф. Бобров). После существенной доработки конструкции с использованием ходовой части и некоторых других узлов и агрегатов среднего танка Т-24, в 1934 году началось серийное производство.
Всего за период с 1934 по 1940 год было изготовлено и поступило в войска 1 798 машин. В 1940 году производство было прекращено в связи с появлением более совершенного и мощного артиллерийского тягача «Ворошиловец».
Перед Великой Отечественной войной значительная часть машин находилась на Дальнем Востоке, большое количество использовалось в промышленности.
С их помощью резко повысилась тактическая и оперативная подвижность артиллерии. Эти машины могли буксировать практически все тяжелые артиллерийские системы: 76-мм зенитные пушки образца 1931 года, 85-мм зенитные пушки образца 1939 года, 122-мм пушки образца 1931/37 года, 122-мм гаубицы образца 1938 года, 152-мм гаубицы образца 1934/36 года, 152-мм пушки образца 1935 года (БР-2), 152-мм гаубицы-пушки образца 1937 года (МЛ-20), 203-мм гаубицы образца 1931 года (Б-4). На довоенных парадах они обычно возили 122-мм корпусные пушки образца 1931/37 г (А-19) и 152-мм гаубицы-пушки образца 1937 г (МЛ-20).
На 1 января 1941 года в Красной Армии 1017 «коминтернов» (4,7 % специальных артиллерийских тягачей), хотя по штатам, утвержденным в апреле 1941 года, их должно было быть 6891. На 22 июня 1941 года в войсках их 1500. К 1945 году в действующей армии числились 568 тягачей «Коминтерн» (потеряно с 1 сентября 1942 года всего 56), которые широко применялись для транспортировки всех типов полевой и гаубичной артиллерии.
Артиллерийский тягач «Коминтерн» восстанавливается до ходового состояния в музее «Битва за Ленинград» имени Зиновия Григорьевича Колобанова. Окончание работ запланировано на декабрь 2018 года.
Еще один Коминтерн, поздней производственной серии, был восстановлен в Мастерской Евгения Шаманского до полностью аутентичного и рабочего состояния.

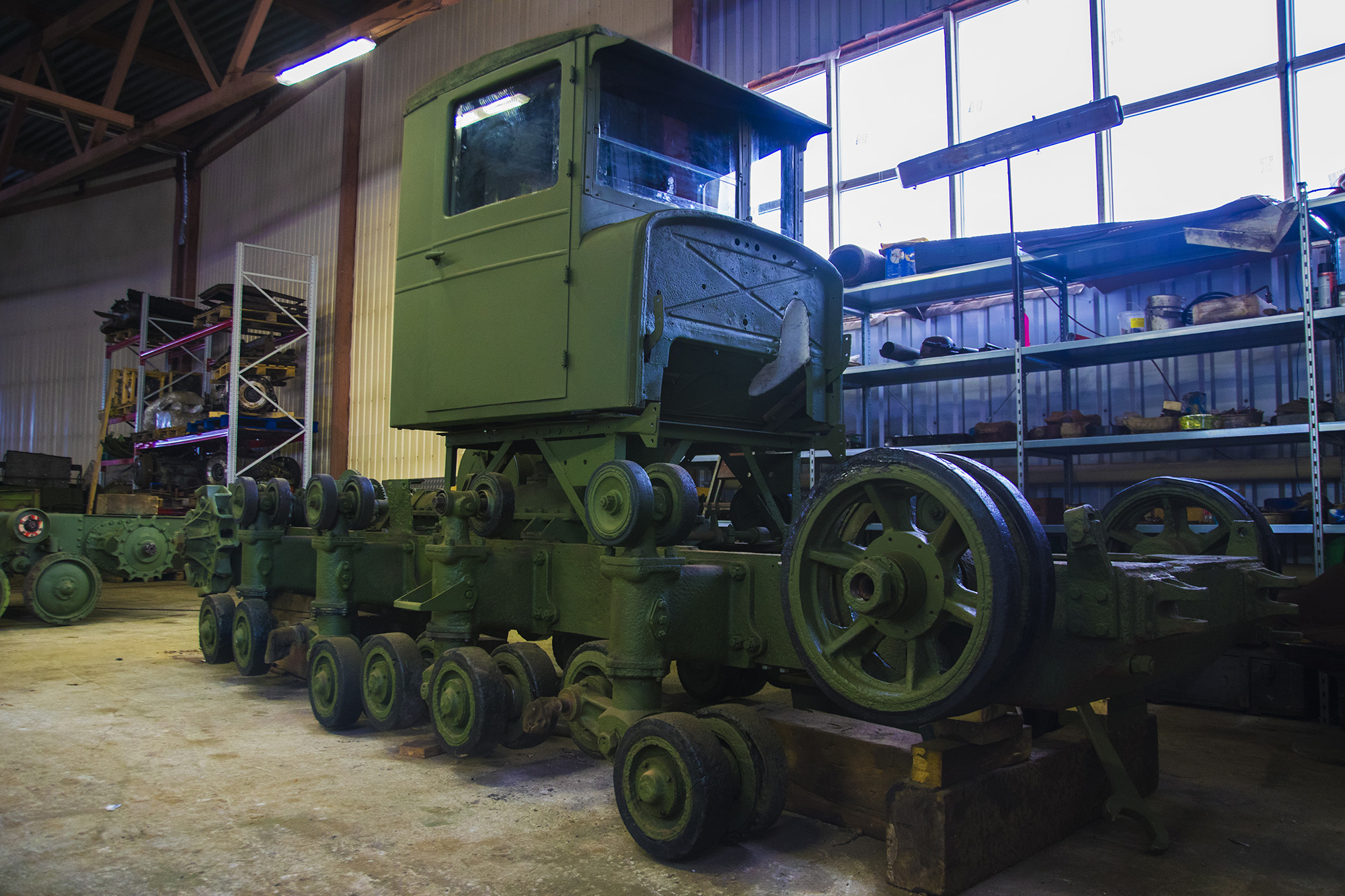
Артиллерийский тягач «Коминтерн» на реставрации в музее «Битва за Ленинград» имени Зиновия Григорьевича Колобанова

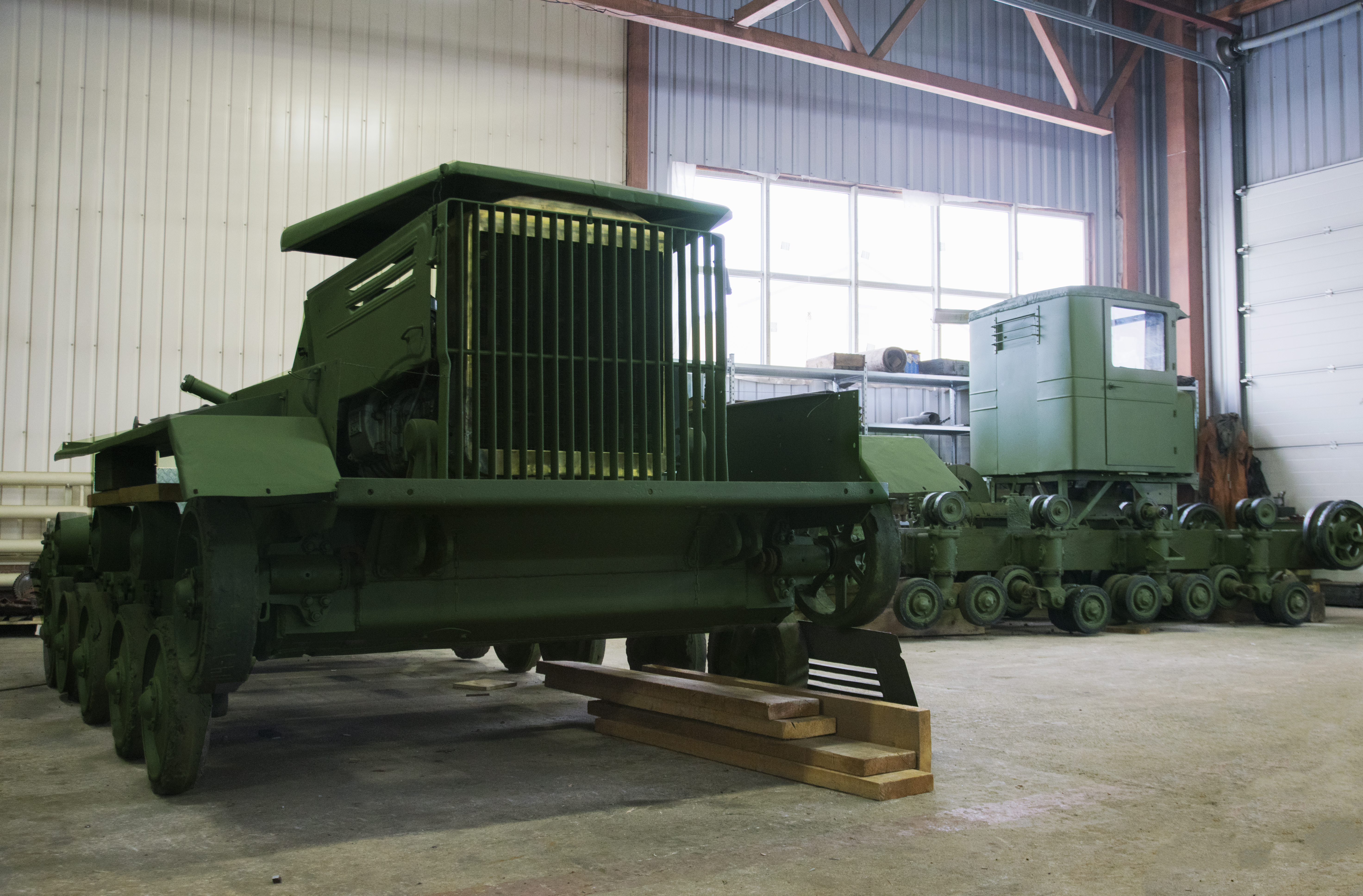
Артиллерийский тягач «Коминтерн» и быстроходный лёгкий артиллерийский тягач «Я-12» на реставрации в музее «Битва за Ленинград» имени Зиновия Григорьевича Колобанова

## Технические характеристики
- Масса прицепа: 12 т
- Длина — 5765 мм
- Ширина — 2208 мм
- Высота — 2538 мм
- Дорожный просвет — 400 мм
- База опорных катков — 3278 мм
- Ширина гусениц: 360 мм
- Колея по серединам гусениц: 1530 мм
- Двигатель: карбюраторный бензиновый, КИН (131 л. с.)
  - объём 15 095 см³
  - мощность 131 л. с.
  - обороты двигателя 1280 об/мин
  - конфигурация рядный, верхнеклапанный
  - число цилиндров 4
  - степень сжатия 4,65
- Удельное давление на грунт 0,495 кгс/кв.см
- Запас хода:
  - по шоссе — 220 км
  - по грунту — 170 км
- Скорость по шоссе 30,5 км/ч.

## В массовой культуре
Тягач «Коминтерн» появляется в компьютерной игре «Блицкриг», где используется для перемещения и снабжения советских орудий буксируемой артиллерии.
Тягач «Коминтерн» появляется в компьютерной игре «Sudden Strike 4», где используется для ремонта поврежденных узлов техники.